# Stazione di Coira
La stazione di Coira (in tedesco Bahnhof Chur) è la principale stazione ferroviaria a servizio dell'omonima città svizzera, nonché il più importante snodo ferroviario del canton Grigioni. È gestita dalle Ferrovie Federali Svizzere.

## Storia
La stazione è capolinea sud della ferrovia Sankt Margrethen-Sargans-Coira realizzata nel 1858, a scartamento ordinario.
È anche stazione per altre 2 ferrovie realizzate successivamente (Landquart-Thusis del 1896 e Coira-Arosa del 1914, entrambe RhB) che sono a scartamento ridotto, e si sviluppano sostanzialmente restando all'interno del cantone dei Grigioni.

## Strutture e impianti
La stazione dispone di 12 binari utilizzati per il servizio passeggeri, numerati 1, 2, 4, 5, 7, 8, 9, 10, 11, 12, 13 e 14, oltre ad altri binari, come ad esempio alcuni tronchini per la rimessa locomotive.
È dotata di un fabbricato viaggiatori, ristrutturato e rinnovato (come l'area circostante la stazione) in un progetto durato dal 2000 al 2007, e di 6 banchine.

## Movimento
La stazione è servita da treni a cadenza semioraria sulla relazione Rhäzüns - Schiers e a cadenza oraria per Thusis (linee S1 e S2 della rete celere di Coira), da treni a cadenza semioraria per Sargans (linea S12 della rete celere di Coira) e treni regionali a cadenza oraria per Arosa.
Per quanto riguarda i treni interregionali, è servita dai treni InterRegio IR13 a cadenza oraria per Zurigo Centrale, via San Gallo, IR35 a cadenza oraria per Berna, via Zurigo Centrale, e IR38 a cadenza oraria per Sankt Moritz, e dai treni RegioExpress RE7 e RE8 a cadenza oraria per Disentis/Mustér e Thusis.
Infine, relativamente ai treni a lunga percorrenza, la stazione è servita da due coppie di treni InterCityExpress (ICE 20) al giorno per Amburgo-Altona, da treni InterCity (IC3) a cadenza oraria per Basilea FFS o per Zurigo Centrale, da alcune coppie di treni al giorno Glacier Express sulla relazione Zermatt - Sankt Moritz e da alcune coppie di treni al giorno Bernina Express per Tirano. Quest'ultimo percorre, oltre alla ferrovia Landquart-Coira-Thusis, la ferrovia dell'Albula e la ferrovia del Bernina, entrambe designate Patrimonio dell'umanità dall'UNESCO.

## Servizi
Le banchine a servizio dei binari sono collegate tra loro tramite un sottopassaggio pedonale e sono accessibili ai portatori di disabilità grazie a degli ascensori. Nella stazione è presente un servizio Wi-Fi pubblico e gratuito, previa la registrazione una tantum. Nella stazione sono presenti:
- Biglietteria a sportello
- Biglietteria automatica
- Sala d'attesa
- Deposito bagagli con personale
- Deposito bagagli automatico
- Ufficio oggetti smarriti
- Servizi igienici accessibili
- Ufficio informazioni turistiche
- Bar
- Ristorante
- Supermercato
- NegoziIl fabbricato viaggiatori

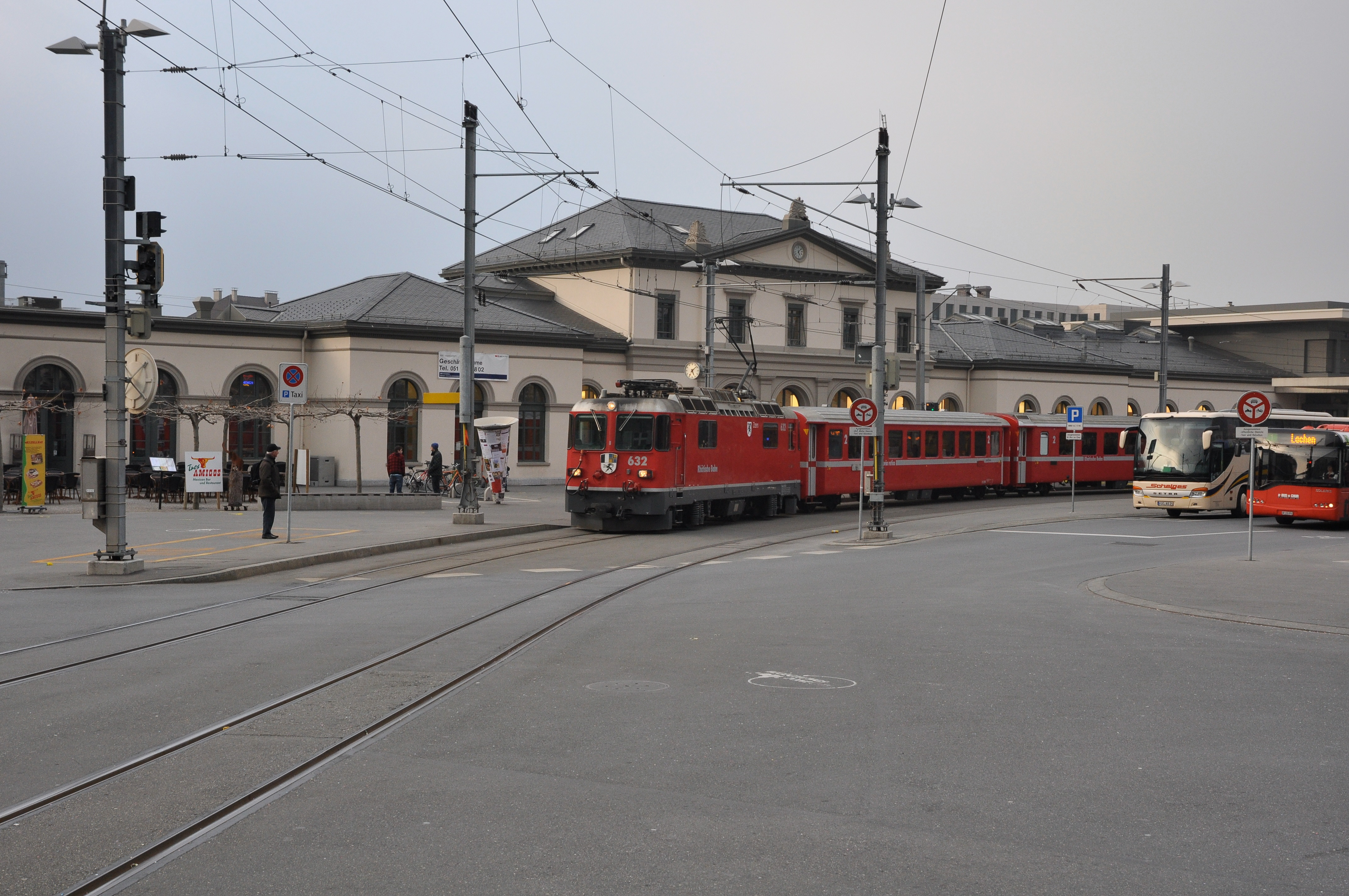
Il fabbricato viaggiatori

Sono inoltre presenti parcheggi di interscambio, punti di noleggio per automobili e biciclette, un punto Western Union, due postamat PostFinance ed un punto per il cambio di valuta.

## Interscambi
- Stazione taxi[10]
- Fermata autobus[12]